# Anthurium huberi
Anthurium huberi är en kallaväxtart som beskrevs av George Sydney Bunting och Thomas Bernard Croat. Anthurium huberi ingår i släktet Anthurium och familjen kallaväxter. Inga underarter finns listade.